# Thesium carinatum
Thesium carinatum är en sandelträdsväxtart som beskrevs av A. Dc.. Thesium carinatum ingår i släktet spindelörter, och familjen sandelträdsväxter. Utöver nominatformen finns också underarten T. c. pallidum.